# Agrarna skupnost Javorniški Rovt - Slovenski Javornik
Agrarna skupnost Javorniški Rovt-Slovenski Javornik povezuje vaščane Javorniškega Rovta in Slovenskega Javornika, ki se ukvarjajo z živinorejo, obenem pa tudi ostale krajane, ki podpirajo ohranjanje življenjskega okolja za prihodnje generacije ter se zavedajo kulturnega in naravnega bogastva vasi iz preteklosti. 
V Agrarni skupnosti Javorniški Rovt-Slovenski Javornik je 32 članov, v lasti pa ima približno 70 hektarov zemljišč, med katerimi je največje planina Pusti Rovt. Pred začetkom odvijanja dednih postopkov je bilo v agrarni skupnosti 23 članov, in sicer 15 iz Javorniškega Rovta in 8 iz Slovenskega Javornika. 

### Kmetijstvo
Dvanajst članov se še ukvarja z živinorejo, v skupno pašo govedi pa je vključeno devet članov agrarne skupnosti. Paša se začne in konča na zakupljenem pašniku na Pristavi, poleti pa se govedo pase skupaj s sosednjo Agrarno skupnostjo Koroška Bela na planini Pusti rovt in na planini Svečica.
Iz Javorniškega Rovta je na paši približno 60 govedi, med katerimi je večina krav dojilj s teleti. Konec 90-tih let dvajsetega stoletja jih je bilo okoli 80. Skupaj se na planinah Pusti rovt in Svečica pase od 100 do 120 glav živine, poleg govedi še konji. Posestniki iz Javorniškega Rovta redijo tudi večje število ovc, danes okoli 100, od katerih se polovica pase čez poletje na planini Belščica. Poleg tega imajo tudi nekaj koz. Kmetijstvo v Javorniškem Rovtu poteka na sonaraven način, da se ohranjajo naravne znamenitosti, kamor sodijo tudi poljane narcis, ki cvetijo v aprilu in maju. Kmetija Pr' Lenčk ima kot ekološka kmetija registrirano dopolnilno dejavnost za predelavo mleka, poleg le tega pa ponujajo še sire, jogurte, skuto in jajca. Tudi pri nekaterih drugih kmetijah je možno dobiti meso in mleko. Po kmetijah se prideluje tudi krompir, sadje in zelenjava.

### Zgodovina
Agrarna skupnost Javorniški Rovt-Slovenski Javornik izhaja iz predvojne Agrarne podobčine Javornik. Posestniki iz obeh vasi so pasli živino že od nekdaj na Pustem rovtu, Svečici, po srenjskih parcelah in posamezno po okoliških gozdovih. Na področju Slovenskega Javornika in Javorniškega Rovta so se začeli postopki ureditve upravljanja planine Pusti rovt v letu 1911, v katerem je naprej Občina Koroška Bela pripravila imenik 15 upravičenih posestnikov iz Javorniškega Rovta in 15 iz Javornika. Kasneje je agrarni komisar Vrtačnik izdal imenik 15 upravičenih posestnikov iz Javorniškega v letu 1913. Leta 1934 so ureditev uživanja in upravljanja s planino Pusti rovt razširili na druga skupna zemljišča v vaseh Slovenski Javornik in Javorniški Rovt. Vasi sta imeli vsaka svoj statut, gospodarski odbor in izmenično vsaka tri leta svojega predsednika za načelnika skupnega gospodarskega odseka. Poleg planine Pusti rovt so srenjska zemljišča obsegala pašne površine ter gozdove, iz katerih so uporabljali les za urejanje skupnih poti ter za pomoč v primeru naravnih nesreč. Posestniki iz Javornika so bili upravičenci tudi na planini Belščica skupaj s posestniki iz Koroške Bele, Vrbe, Brega, Hraš in Studenščic.
Leta 1947 so bila zemljišča podržavljena z odlokom. Področje Slovenskega Javornika je postajalo vse bolj primestno in industrijsko naselje povezano z železarstvom, medtem ko je Javorniški Rovt ostala kmečka vas, iz katere je veliko polkmetov hodilo delat v dolino v jeklarske obrate. Paša je potekala skupaj s kmeti iz Koroške Bele in Javornika. Leta 1988 se je v Javorniškem Rovtu osnovala samostojna pašna skupnost. Že leta 1985 je bila narejena cesta do Pustega rovta, začela se je gradnja nove pastirske koče, na mestu prejšnje, in kasneje še hleva. V letu 1994 je bila na osnovi Zakona o ponovni vzpostavitvi agrarnih skupnosti ustanovljena Agrarna skupnost Javorniški Rovt. Leta 1997 je dobila vrnjeno večino srenjskih zemljišč, leto kasneje pa je bila ustanovljena Agrarna skupnost Koroška Bela-Javornik, katere članov je bilo tudi osem agrarnih upravičencev iz Javornika. V letu 2008 so se pridružili petnajstim članom Agrarne skupnosti Javorniški Rovt, ki se je preimenovala v Agrarno skupnost Javorniški Rovt-Slovenski Javornik. Odvili so se postopki za obnovo vračanja premoženja agrarnim upravičencem iz obeh vasi, kasneje pa še dedni postopki. Agrarna skupnost se je organizirala po Zakonu o agrarnih skupnostih v letu 2017.